# Саліха Ділашуб Султан
Саліха́ Ділашу́б-султа́н також Ашу́б-султа́н або  Ашубе́-султа́н (приб. 1627 — 4 грудня 1689 рік) — наложниця османського султана Ібрагіма I (носила титул хасекі), мати султана Сулеймана II, валіде-султан.

## Біографія
Даних про походження Саліхи немає. В кінці 1630-х років вона потрапила до султанського гарему, де пройшла відповідну підготовку. 

### Фаворитка й вдова султана
В 1640 султаном став Ібрагім I, який змінив на троні брата Мурада IV. Мати султана валіде Кесем-султан, заклопотана долею династії, стала підшукувати відразу декількох наложниць для сина; через три місяці після появи на світ шехзаде Мехмеда, сина Турхан-султан, Саліха народила свого єдиного сина - майбутнього Сулеймана II. Достовірно невідомо, скільки всього дітей було у султана від Саліхи, однак крім Сулеймана її дитиною була Айше, яка народилася в 1646 році. 
Психічний стан Ібрагіма стрімко погіршувалися і до 1648 року всі придворні угруповання, включаючи матір султана, прийшли до переконання про необхідність його якнайшвидшого повалення. 8 серпня 1648 султан був повалений і через кілька днів убитий. На чолі верхівки величезної країни виявився його шестирічний син від Турхан - Мехмед IV. Інші сини покійного султана виявилися замкнені в т.н. кафес, а його дружини і наложниці, серед яких опинилася і Саліха Ділашуб, були вислані в Старий палац.
Зі сходженням на престол Мехмеда IV його мати повинна була отримати титул валіде-султан і всі належні привілеї, проте в силу віку і недосвідченість вона була відсторонена від влади бабусею маленького султана Кесем-султан, яка до того моменту встигла побувати валіде-регентом двічі. «Простодушна, що мала нестримний характер» Саліха сподівалася на те, що конфлікт вирішиться на користь Кесем, яка за допомогою яничар планувала позбутися Мехмеда IV і посадити на трон сина Саліхи, здавалася Кесем поступливішою. Однак плани Кесем були передані Турхан Мелек-хатун, однією з служниць старшої валіде, яка виявилася подвійним агентом. У ніч на 2 вересня 1651 року Кесем-султан була задушена в своїх покоях прихильниками Турхан. Зі смертю свекрухи Саліха Ділашуб втратила надії на швидке сходження сина на престол. Правління Мехмеда IV тривало 39 років і весь цей час Саліха Ділашуб перебувала в Старому палаці.

### Валіде-султан
У листопаді 1687 султан Мехмед IV був повалений і трон нарешті перейшов до сина Саліхи Ділашуб, яка отримала довгоочікуваний титул і відповідне положення. Коли Саліха стала валіде, вона вже перебувала в досить похилому віці; вона не втручалася в політику, вважаючи за краще займатися справами гарему і благодійністю. У надії на те, що її син зможе залишити після себе хоча б одного спадкоємця, Саліха підібрала йому кількох наложниць, проте Сулейман II помер бездітним.

## Смерть
Саліха Ділашуб султан померла 5 листопада або 4 грудня 1689 року, за півтора року до смерті сина. Османський історик Мехмед Сюррея зазначає, що Саліха Ділашуб померла у віці 90 років, проте в такому випадку вона стала фавориткою султана вже у віці сорока років. Саліха Ділашуб-султан була похована в тюрбе султана Сулеймана I Кануні в мечеті Сулейманіє.

## У культурі
- У турецькому історичному фільмі «Махпейкер» (2010) роль Саліхи Ділашуб-султан виконала Гьокджан Гьокмен.
- У турецькому серіалі "Величне століття: Кесем Султан" роль Саліхи виконала Едже Гюзель.
- Саліха з'являється в романі українського журналістки Олександри Шутко «Хатідже Турхан».